# 헤낭 아우구스치뉴 마르케스
헤낭 아우구스치뉴 마르케스(포르투갈어: Renan Augustinho Marques, 1983년 3월 8일)는 헤낭 마르케스으로 불리는 브라질의 축구 선수로, 포지션은 스트라이커이다. 2012년 K리그 제주 유나이티드 FC에서 활약하였으며, 등록명은 마르케스였다. 제주에서 등번호 40번을 달고 13경기에 출전하여 1골 1도움을 기록하였다.